# Bayerische Landesteilung
Als Bayerische Landesteilung werden Verträge bezeichnet, mit denen einige bayerische Herrscher aus dem Haus Wittelsbach im 13. und 14. Jahrhundert das Gebiet des Herzogtums Bayern unter sich aufteilten. Dabei waren teilweise einzelne Teilherzogtümer auch mit außerbayerischen Teilen des wittelsbachischen Herrschaftsgebiets verbunden.

## Überblick
Die erste bayerische Landesteilung fand 1255 statt, als Ludwig II. (der Strenge) und Heinrich XIII., die Söhne Herzog Ottos II. (des Erlauchten), das Herzogtum nach zweijähriger gemeinsamer Herrschaft unter sich aufteilten. Eine vorübergehende Wiedervereinigung erfolgte 1340 unter Ludwig IV. (dem Bayern). Doch schon die Söhne Ludwigs IV. teilten das Erbe wieder unter sich in drei, seine Enkel schließlich in vier Teilherzogtümer auf. Die endgültige Wiedervereinigung Bayerns erfolgte erst im Jahre 1505 nach dem Landshuter Erbfolgekrieg.
Am 8. Juli 1506 erließ Herzog Albrecht IV. (der Weise) das Primogeniturgesetz, damit es später keine Landesteilungen mehr geben sollte, sondern der jeweils erstgeborene Sohn das gesamte Herzogtum erben sollte. Von da an blieb Bayern ungeteilt.
Die Teilungen werden oft durch Ordnungszahlen bezeichnet, z. B. die Landesteilung von 1255 als erste bayerische Landesteilung, die von 1349 als zweite und die von 1392, obwohl sie nicht das ganze Territorium Bayerns betraf, als dritte. Da aber auch die Teilherzogtümer wieder geteilt wurden, berücksichtigen verschiedene Autoren eine unterschiedliche Anzahl dieser Teilungen. So zählt z. B. Christian Haeutle in seiner Genealogie des erlauchten Stammhauses Wittelsbach acht Teilungen auf. Daher ist die Angabe der Jahreszahl oder der Name des Teilungsvertrags eine zuverlässigere Bezeichnung für die Teilungen.

## Liste der Teilungen
| Datum              | Bezeichnung                                                         | Bemerkungen                                                                                                 | Teilgebiete | Wiedervereinigung |
| ------------------ | ------------------------------------------------------------------- | --- | --- | --- |
| 28. März 1255      | Bayerische Landesteilung von 1255 (Erste Bayerische Landesteilung)  | Teilung des Erbes Ottos II. nach zweijähriger gemeinschaftlicher Herrschaft seiner Söhne                    | - Oberbayern und Pfalzgrafschaft bei Rhein unter Ludwig II. - Niederbayern unter Heinrich XIII.                                                                               | 1340 unter Ludwig IV. |
| 1. Oktober 1310    | Oberbayerische Teilung von 1310                                     | Ende der gemeinsamen Regierung der Söhne Ludwigs II.                                                        | - Bayern-München-Burglengenfeld unter Rudolf I. - Bayern-Ingolstadt-Amberg unter Ludwig IV.                                                                                   | 21. Juni 1313: Wiederaufnahme der gemeinsamen Regierung (Münchener Frieden) |
| 4. August 1329     | Hausvertrag von Pavia                                               | Übertragung der Pfalzgrafschaft bei Rhein an die Söhne Rudolphs I.                                          | - Oberbayern verblieb unter Ludwig IV. - Pfalzgrafschaft bei Rhein und Oberpfalz erhielten Rudolf II. und Ruprecht I.                                                         | 1628 erhielt Kurfürst Maximilian I. nach der Schlacht am Weißen Berg die Oberpfalz als Kriegsentschädigung. 1777 erbte Karl Theodor aus der Pfälzer Linie nach dem Tod Maximilian III. Joseph, des letzten bayerischen Wittelsbachers, Bayern. Die Pfalz und Bayern wurden zu Kurpfalz-Bayern. |
| 1331               | Niederbayerische Teilung von 1331                                   | Aufteilung Niederbayerns unter den Enkeln Heinrichs XIII.                                                   | - Bayern-Landshut-Straubing unter Heinrich XIV. - Bayern-Burghausen unter Otto IV. - Bayern-Deggendorf unter Heinrich XV.                                                     | 1332 regierten Heinrich XIV. und Heinrich XV. wieder gemeinsam 1334 eignete sich Heinrich XIV. nach dem Tod Ottos IV. Bayern-Burghausen an 1340 fiel ganz Niederbayern nach dem Tod Johanns I. an Ludwig IV.                                                                                   |
| 13. September 1349 | Landsberger Vertrag (Zweite Bayerische Landesteilung)               | Teilung des Erbes Ludwigs IV. nach zweijähriger gemeinschaftlicher Herrschaft seiner Söhne                  | - Oberbayern mit Brandenburg und Tirol unter Ludwig V., Ludwig VI. und Otto V. - Niederbayern mit Holland, Zeeland und Hennegau unter Stephan II., Wilhelm I. und Albrecht I. | Im Luckauer Vertrag von Dezember 1351 gab Ludwig V. die Mark Brandenburg an seine Brüder Ludwig VI. und Otto V. ab, um im Gegenzug Oberbayern alleine regieren zu können. 1363 fiel Oberbayern nach dem Tod Meinhards an Stephan II. von Bayern-Landshut.                                      |
| 3. Juni 1353       | Regensburger Vertrag                                                | Teilung Niederbayerns und der niederländischen Grafschaften nach vierjähriger gemeinschaftlicher Herrschaft | - Bayern-Landshut unter Stephan II. - Straubing-Holland unter Wilhelm I. und Albrecht I.                                                                                      | 1429 wurde das Straubinger Ländchen, der bayerische Teil von Straubing-Holland, nach dem Tod Johanns III. im Preßburger Schiedsspruch auf die drei 1392 entstandenen Teilherzogtümer verteilt.                                                                                                 |
| 24. März 1376      | Bayerische Landesteilung von 1376                                   | rein verwaltungsmäßige Zweiteilung unter Beibehaltung der politischen Gesamtregierung                       | - Oberbayern unter Stephan III. und Johann II. - Bayern-Landshut unter Friedrich und Otto V.                                                                                  | dauerte bis zur Landesteilung von 1392 |
| 19. November 1392  | Bayerische Landesteilung von 1392 (Dritte Bayerische Landesteilung) | Teilung des Erbes Stephans II.                                                                              | - Bayern-Ingolstadt unter Stephan III. - Bayern-Landshut unter Friedrich - Bayern-München unter Johann II.                                                                    | 1447 fiel Bayern-Ingolstadt nach dem Tod Ludwigs VII. an Bayern-Landshut. 1505 fiel Bayern-Landshut nach dem Tod Georgs des Reichen und dem Landshuter Erbfolgekrieg an Albrecht IV. von Bayern-München.                                                                                       |

## Teilherzogtümer
Die folgende Tabelle gibt eine Übersicht über die Teilherzogtümer Bayerns vom 13. bis zum 16. Jahrhundert, wie sie durch die „großen“ Landesteilungen von 1255, 1349, 1353 und 1392 entstanden.  Nicht berücksichtigt sind dabei die sehr kurzfristigen Teilungen von 1310 und 1331, die rein verwaltungsmäßige Teilung von 1376 sowie das Gebiet von Bayern-Dachau, das Herzog Siegmund 1467 nach seinem Rückzug zugunsten seines jüngeren Bruders Albrecht IV. bis zu seinem Tod 1501 für sich behielt. Auch die Pfalz, die vor 1329 und nach 1777 mit Bayern verbunden war und selbst mehrfach aufgeteilt wurde, ist in der folgenden Tabelle nicht enthalten.
| Bayern (bis 1255)                                              |                                                                |                                                                |                                                                |                                            |                               |                               |                               |                               |                               |                               |                               |                            |                            |                            |                            |
| Niederbayern (1255–1340)                                       | Niederbayern (1255–1340)                                       | Niederbayern (1255–1340)                                       | Niederbayern (1255–1340)                                       | Niederbayern (1255–1340)                   | Niederbayern (1255–1340)      | Niederbayern (1255–1340)      | Niederbayern (1255–1340)      | Oberbayern (1255–1340)        | Oberbayern (1255–1340)        | Oberbayern (1255–1340)        | Oberbayern (1255–1340)        | Oberbayern (1255–1340)     | Oberbayern (1255–1340)     | Oberbayern (1255–1340)     | Oberbayern (1255–1340)     |
| Bayern (1340–1349)                                             |                                                                |                                                                |                                                                |                                            |                               |                               |                               |                               |                               |                               |                               |                            |                            |                            |                            |
| Niederbayern (1349–1353)                                       | Niederbayern (1349–1353)                                       | Niederbayern (1349–1353)                                       | Niederbayern (1349–1353)                                       | Niederbayern (1349–1353)                   | Niederbayern (1349–1353)      | Niederbayern (1349–1353)      | Niederbayern (1349–1353)      | Oberbayern (1349–1363)        | Oberbayern (1349–1363)        | Oberbayern (1349–1363)        | Oberbayern (1349–1363)        | Oberbayern (1349–1363)     | Oberbayern (1349–1363)     | Oberbayern (1349–1363)     | Oberbayern (1349–1363)     |
| Straubinger Ländchen (1353–1425/29 Teil von Straubing-Holland) | Straubinger Ländchen (1353–1425/29 Teil von Straubing-Holland) | Straubinger Ländchen (1353–1425/29 Teil von Straubing-Holland) | Straubinger Ländchen (1353–1425/29 Teil von Straubing-Holland) | Bayern-Landshut (1353–1363)                | Bayern-Landshut (1353–1363)   | Bayern-Landshut (1353–1363)   | Bayern-Landshut (1353–1363)   | Oberbayern (1349–1363)        | Oberbayern (1349–1363)        | Oberbayern (1349–1363)        | Oberbayern (1349–1363)        | Oberbayern (1349–1363)     | Oberbayern (1349–1363)     | Oberbayern (1349–1363)     | Oberbayern (1349–1363)     |
| Straubinger Ländchen (1353–1425/29 Teil von Straubing-Holland) | Straubinger Ländchen (1353–1425/29 Teil von Straubing-Holland) | Straubinger Ländchen (1353–1425/29 Teil von Straubing-Holland) | Straubinger Ländchen (1353–1425/29 Teil von Straubing-Holland) | Bayern-Landshut mit Oberbayern (1363–1392) |                               |                               |                               |                               |                               |                               |                               |                            |                            |                            |                            |
| Straubinger Ländchen (1353–1425/29 Teil von Straubing-Holland) | Straubinger Ländchen (1353–1425/29 Teil von Straubing-Holland) | Straubinger Ländchen (1353–1425/29 Teil von Straubing-Holland) | Straubinger Ländchen (1353–1425/29 Teil von Straubing-Holland) | Bayern-Landshut (1392–1429)                | Bayern-Landshut (1392–1429)   | Bayern-Landshut (1392–1429)   | Bayern-Landshut (1392–1429)   | Bayern-Ingolstadt (1392–1429) | Bayern-Ingolstadt (1392–1429) | Bayern-Ingolstadt (1392–1429) | Bayern-Ingolstadt (1392–1429) | Bayern-München (1392–1429) | Bayern-München (1392–1429) | Bayern-München (1392–1429) | Bayern-München (1392–1429) |
| Press-                                                         | burger                                                         | Schied (1429)                                                  | Schied (1429)                                                  |                                            |                               |                               |                               | Bayern-Ingolstadt (1392–1429) | Bayern-Ingolstadt (1392–1429) | Bayern-Ingolstadt (1392–1429) | Bayern-Ingolstadt (1392–1429) | Bayern-München (1392–1429) | Bayern-München (1392–1429) | Bayern-München (1392–1429) | Bayern-München (1392–1429) |
| Bayern-Landshut (1429–1503/5)                                  | Bayern-Landshut (1429–1503/5)                                  | Bayern-Landshut (1429–1503/5)                                  | Bayern-Landshut (1429–1503/5)                                  | Bayern-Landshut (1429–1503/5)              | Bayern-Ingolstadt (1429–1447) | Bayern-Ingolstadt (1429–1447) | Bayern-Ingolstadt (1429–1447) | Bayern-Ingolstadt (1429–1447) | Bayern-Ingolstadt (1429–1447) | Bayern-München (1429–1505)    | Bayern-München (1429–1505)    | Bayern-München (1429–1505) | Bayern-München (1429–1505) | Bayern-München (1429–1505) | Bayern-München (1429–1505) |
| Bayern-Landshut mit Bayern-Ingolstadt (seit 1447)              |                                                                |                                                                |                                                                |                                            |                               |                               |                               |                               |                               | Bayern-München (1429–1505)    | Bayern-München (1429–1505)    | Bayern-München (1429–1505) | Bayern-München (1429–1505) | Bayern-München (1429–1505) | Bayern-München (1429–1505) |
| Bayern (seit 1505)                                             |                                                                |                                                                |                                                                |                                            |                               |                               |                               |                               |                               |                               |                               |                            |                            |                            |                            |